# Argyrostagma
Argyrostagma é um gênero de traça pertencente à família Arctiidae.